# Miloslav Máša

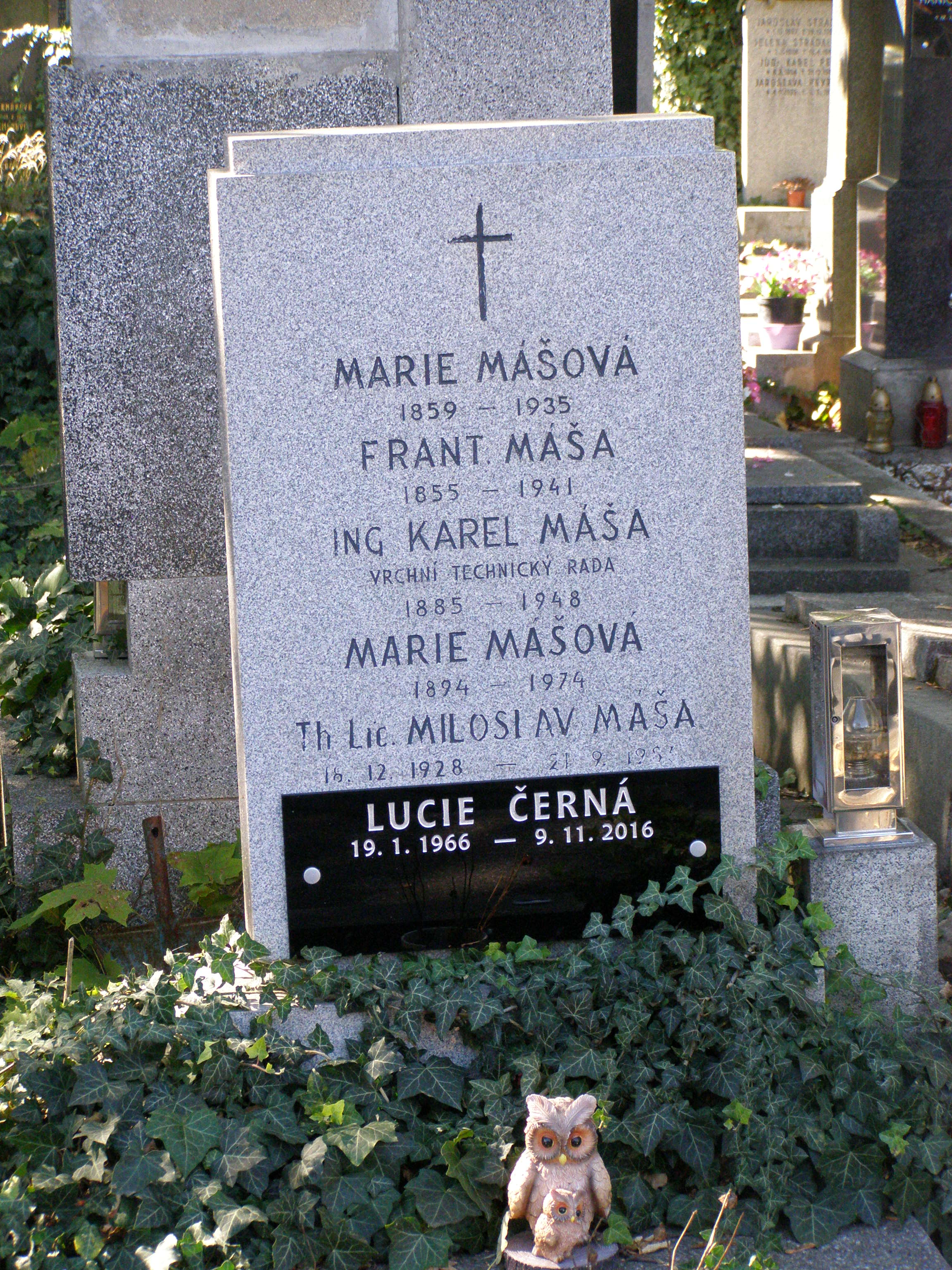
Hrob na hřbitově na Malvazinkách

Miloslav Máša (18. prosince 1928 Praha – 14. září 1986 Praha) byl katolický kněz, překladatel liturgických textů, učitel liturgiky ve skryté církvi. Od roku 1982 do své smrti vedl Pokoncilní knihovnu.
Působil celý život jako kaplan v Praze, a to postupně u Panny Marie Vítězné (Pražské Jezulátko), sv. Kříže v ulici Na příkopě, sv. Josefa na náměstí Republiky, Panny Marie před Týnem a sv. Havla, sv. Václava na Proseku, sv. Jiří v Hloubětíně a sv. Václava na Smíchově.
Překladatelská skupina, v níž kromě něj byli ještě Bonaventura Bouše a Václav Konzal, po Druhém vatikánském koncilu během dvaceti let vytvořila většinu dnes v římskokatolické církvi užívaných českých překladů liturgických textů.
Zemřel roku 1986 ve zpovědnici kostela sv. Václava na Smíchově.

## Z názorů
„Marie a Marta – Ježíš mluví k ženám, poučuje je – to nebylo tehdy zvykem, ženám se Tora nevykládala!“ (Miloslav Máša: Homilie, Getsemany č. 23)